# 杨国 (姬姓)
杨国，是中國歷史上的一個諸侯國，侯爵爵位，初代國君為长父，是周宣王的儿子。
原有姞姓杨国被戎狄所灭。周宣王把儿子长父封到杨国（今山西省洪洞县），为杨侯。四十二年逑鼎记载的是前786年，周宣王命大臣逑辅佐长父，长父的杨国被晋献公所灭，杨被封给献公之弟伯侨，就是后来的羊舌氏家族。